# Guindulungan
Guindulungan è una municipalità di quarta classe delle Filippine, situata nella Provincia di Maguindanao, nella Regione Autonoma nel Mindanao Musulmano.
Guindulungan è formata da 11 baranggay:
- Ahan
- Bagan
- Datalpandan
- Kalumamis
- Kateman
- Lambayao
- Macasampen
- Muslim
- Muti
- Sampao
- Tambunan II